# あんぽん 孫正義伝
『あんぽん 孫正義伝』（あんぽん そんまさよしでん）は、佐野眞一によって著された書籍。

## 概要
2012年に小学館から出版。
タイトルにもなっている「あんぽん」とは孫正義のあだ名で、通名が安本でこれを音読みしてあんぽんになった。本人はあんぽんたんのようなので嫌がっていた。
孫正義の祖父母が戦前に船で朝鮮から日本に渡ったところから、同書出版当時までの孫正義についてのストーリーが書かれている。同書出版の時点でも孫正義は在日韓国人であるから差別されているということが書かれている。
孫正義の伝記は同書以外にも数多く存在するが、ほとんどは孫正義の成功の物語である。それに対して同書は、孫正義は在日の貧民の住む町で生まれ、厳しい環境で育った、在日韓国人としての孫正義を書いている。
取材は孫正義が生まれ育った佐賀県のバラック小屋を起点に、孫正義の一族の系譜をたどった。取材の時にはどこからともなく関係者が現れて道を示してくれたり、口を開くことの少ない孫正義の親族が、佐野眞一には孫正義の幼少期の特異な思い出を語ってくれた。4回にわたって孫正義本人にもインタビューを行った。
同書ではラオックスとの関係がソフトバンクを急成長させた原動力とされる。孫正義がラオックスにソフト専門の売り場を作ることを持ちかけ、提案通りにラオックスに設ければこれが大繁盛する。そして孫正義はこれ以降は数字の単位は億ではなく兆にすると言った。
同書を、小学館の編集部は孫正義を嫌う人こそ読むことを勧め、佐野眞一は孫正義のうさんくささの研究とする。
日本経済新聞のランキングでは、1月16日から一週間の売り上げでビジネス書の部門で1位。